# Fernando de Aragão, duque da Calábria
Fernando de Aragão (em catalão Ferran d'Aragó, duc de Calàbria e em castelhano Fernando de Aragón, duque de Calabria) (Andria, em 15 de dezembro de 1488 — Valência, em 26 de outubro de 1550) foi um nobre napolitano, duque de Calábria e vice-rei de Valência. Filho primogénito do rei de Nápoles Frederico I e de Isabel del Balzo, os quais ocupar-se-iam de lhe dar uma educação esmerada, própria de um príncipe do renascimento italiano.

## Vida
Em 1501, quando as tropas de Luís XII da França e as de Fernando II de Aragão ocuparam o país durante a guerra de Nápoles, o jovem Fernando foi localizado em Tarento pelas forças espanholas sob o comando de Gonzalo Fernández de Córdoba. Durante o cerco, Gonzalo de Córdoba deu garantias de deixá-lo em liberdade após a rendição da cidade, mas para a entregar da mesma Fernando foi feito prisioneiro e conduzido até Espanha.
Em 1526 casou-se com Germana de Foix, viúva de Fernando II de Aragão. Quando Germana morreu em 1536, tornou a casar-se em 1541 com Mencía de Mendoza, viúva de Henrique de Nassau, que era filha de Rodrigo Díaz de Vivar y Mendoza Lemos, e neta paterna da nobre portuguesa Mécia de Lemos.
Morreu em 1550 deixando os seus bens: o Mosteiro de Sant Miquel dels Reis, entre os quais encontra-se a sua volumosa biblioteca. Foi enterrado neste mesmo mosteiro junto à sua esposa Germana de Foix. Não deixou descendentes.